# (6668) 1994 GY8
1994 جي واي 8 (ويعرف أيضًا باسم (6668) 1994 جي واي 8 وفق تسمية الكوكب الصغير) (بالإنجليزية: 1994 GY8)‏ هو كويكب ضمن حزام الكويكبات؛ وترتيبه 6668 من حيث الاكتشاف.
اكتُشف هذا الجُرم الفلكي بواسطة هيروشي كانيدا في 11 أبريل 1994.

## وصلات خارجية
- (6668) 1994 GY8 في قاعدة بيانات مختبر الدفع النفاث لأجرام النظام الشمسي الصغيرة

- الاكتشاف · مخطط المدار ·  العناصر المدارية · المعلمات المادية

- (6668) 1994 GY8 على موقع ويكي سكاي: DSS2, SDSS, GALEX, IRAS, Hydrogen α, X-Ray, Astrophoto, Sky Map, Articles and images